# Fabrizio Verallo
Fabrizio kardinál Verallo (1560, Řím – 17. listopadu 1624, Řím) byl italský římskokatolický duchovní a kardinál.

## Život a kariéra
Studoval na univerzitě v Perugii, kde získal doktorát. V letech 1592 až 1605 působil jako inkvizitor na Maltě. Roku 1606 byl jmenován biskupem v diecézi San Severo. Kardinálem se stal roku 1608, Titulus S. Augustini. Účastnil se konkláve roku 1621 a 1623.

## Příbuzenské vztahy
Byl příbuzným papeže Urbana VII. a strýcem Fabrizia kardinála Spady.